# Cicloturistica
Per cicloturistica si intende una manifestazione ciclistica amatoriale svolta ad andatura controllata, comunque non superiore ai 30 km/orari, senza fini agonistici né classifiche individuali.
L'attività cicloturistica è disciplinata dal Regolamento UDACE - CSAIN .  Negli anni 2000 la più famosa manifestazione cicloturistica è stata L'Eroica.

## Regolamento
L'attività cicloturistica è consentita dai 15 ai 70 anni.
Si svolge ad andatura controllata sulle seguenti distanze:
- Raduni cicloturistici: chilometraggio massimo di 80 km
- Medio Fondo: percorsi da 81 a 120 km
- Fondo: percorsi da 121 a 160 km
- Gran fondo: percorsi superiori ai 160 km.
- Raid di fondo: percorso che può articolarsi in più giornate